# Bieriņi
Bieriņi es un barrio de la ciudad de Riga, Letonia.

## Superficie
Posee una superficie de 4,274 kilómetros cuadrados (427,4 hectáreas).

## Población
Hasta 2021 presentaba una población de 7692 habitantes, con una densidad de población de 1799,71 habitantes por kilómetro cuadrado.

## Transporte

### Rutas
- Autobús: 7, 10, 25, 55, 56.[1]